# Rohraband
Rohraband è una suddivisione dell'India, classificata come census town, di 4.284 abitanti, situata nel distretto di Dhanbad, nello stato federato del Jharkhand. In base al numero di abitanti la città rientra nella classe VI (meno di 5.000 persone).

## Geografia fisica
La città è situata a 23° 38' 60 N e 86° 28' 60 E e ha un'altitudine di 141 m s.l.m..

## Società

### Evoluzione demografica
Al censimento del 2001 la popolazione di Rohraband assommava a 4.284 persone, delle quali 2.330 maschi e 1.954 femmine. I bambini di età inferiore o uguale ai sei anni assommavano a 543, dei quali 300 maschi e 243 femmine. Infine, coloro che erano in grado di saper almeno leggere e scrivere erano 2.651, dei quali 1.715 maschi e 936 femmine.